# Generalíssim de la Unió Soviètica

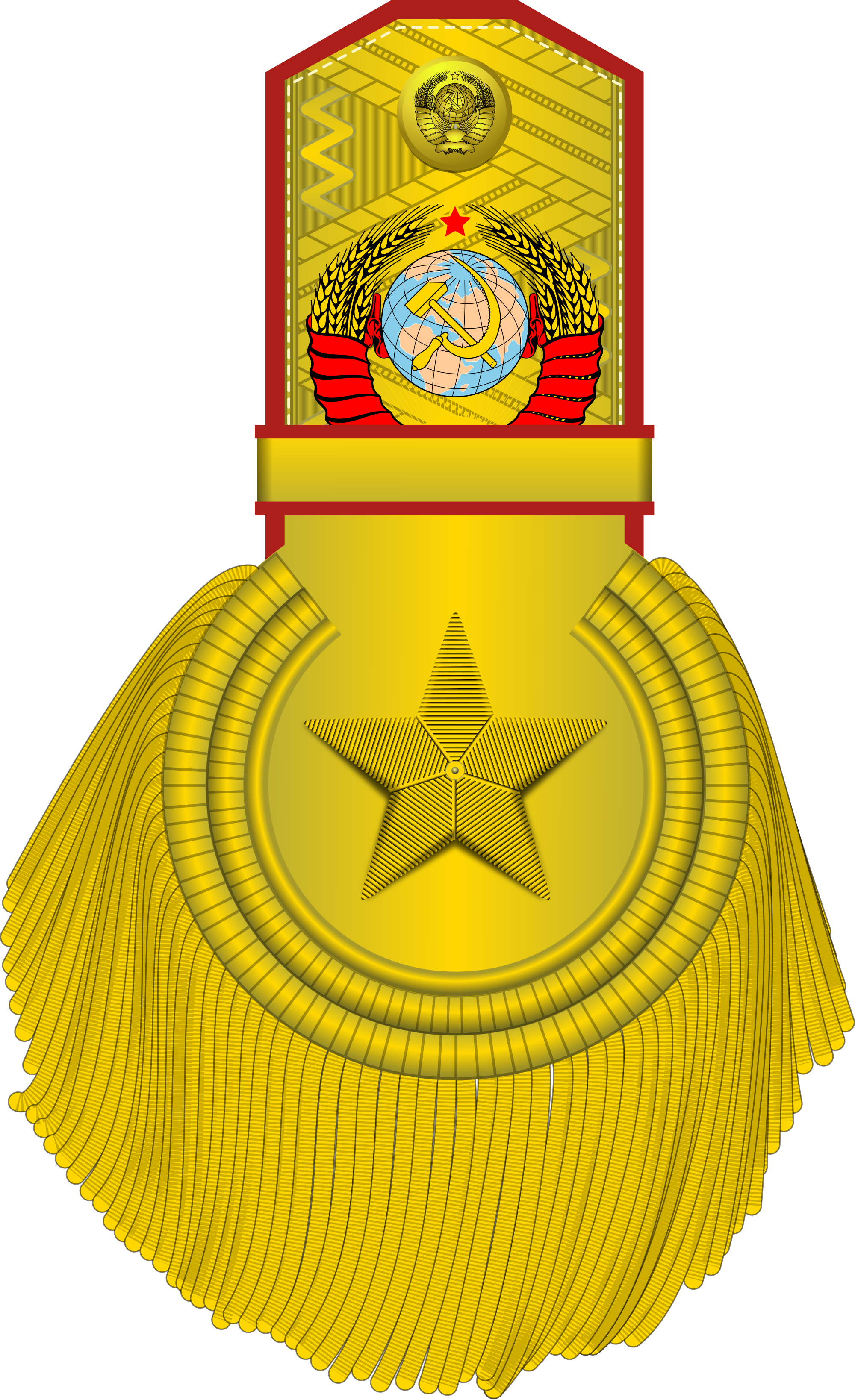
Galó de Generalíssim de la Unió Soviètica

Generalíssim de la Unió Soviètica (rus: Генералиссимус Советского Союза) era un grau militar creat el 27 de juny de 1945 i atorgat a Stalin tot just acabar la Segona Guerra Mundial. Era el màxim grau militar de la Unió Soviètica, i Stalin va ser l'únic en lluir-lo.